# Tombe du Soldat inconnu (Belgique)
Pour les articles homonymes, voir Tombe du Soldat inconnu.
La tombe du Soldat inconnu est une sépulture installée à Bruxelles au pied de la colonne du Congrès depuis le 11 novembre 1922. Elle accueille le corps d'un soldat belge, mort lors de la Première Guerre mondiale.
La sépulture est composée d'une flamme éternelle et d'une dalle sur laquelle est inscrite une épitaphe en français et en néerlandais : « Ici repose un soldat inconnu mort pour la Patrie, 1914-1918 ». Après la Seconde Guerre mondiale, une deuxième plaque est apposée au monument ou il est inscrit aussi en français et en néerlandais : « Aux héros de la guerre, 1940-1945 ». Une troisième plaque fut installée cette fois ci dans les trois langues nationale : « Aux belges tombés au service de la paix depuis 1945 ». La flamme éternelle quant à elle fut inaugurée en 1924, deux ans après l’inhumation du Soldat inconnu. Elle symbolise le souvenir et est accompagnée d’un petit monument de griffon évoquant Pompéi, œuvre réalisées par un grand mutilé.

## Choix du Soldat inconnu
Suivant l’exemple des pays voisins, dont la France et le Royaume-Uni en 1920, la Belgique décide en 1922 de rendre hommage aux victimes des combats de la Grande Guerre au travers d’un soldat anonyme. Celui-ci sera choisi au hasard  le 10 novembre 1922 par Reinold Haesebrouck, vétéran aveugle de guerre,, parmi cinq cercueils contenant les corps de soldats belges non identifiés tombés sur cinq des principaux champs de bataille de Belgique, en provinces de Liège, Namur, Anvers, Flandre orientale et Flandre occidentale,. Haesebrouck choisira le quatrième cercueils en partant de la gauche, le lendemain, les quatre autres soldats inconnus sont inhumés lors d’une cérémonie qui se déroule au cimetière militaire belge de Bruges.

## Inhumation

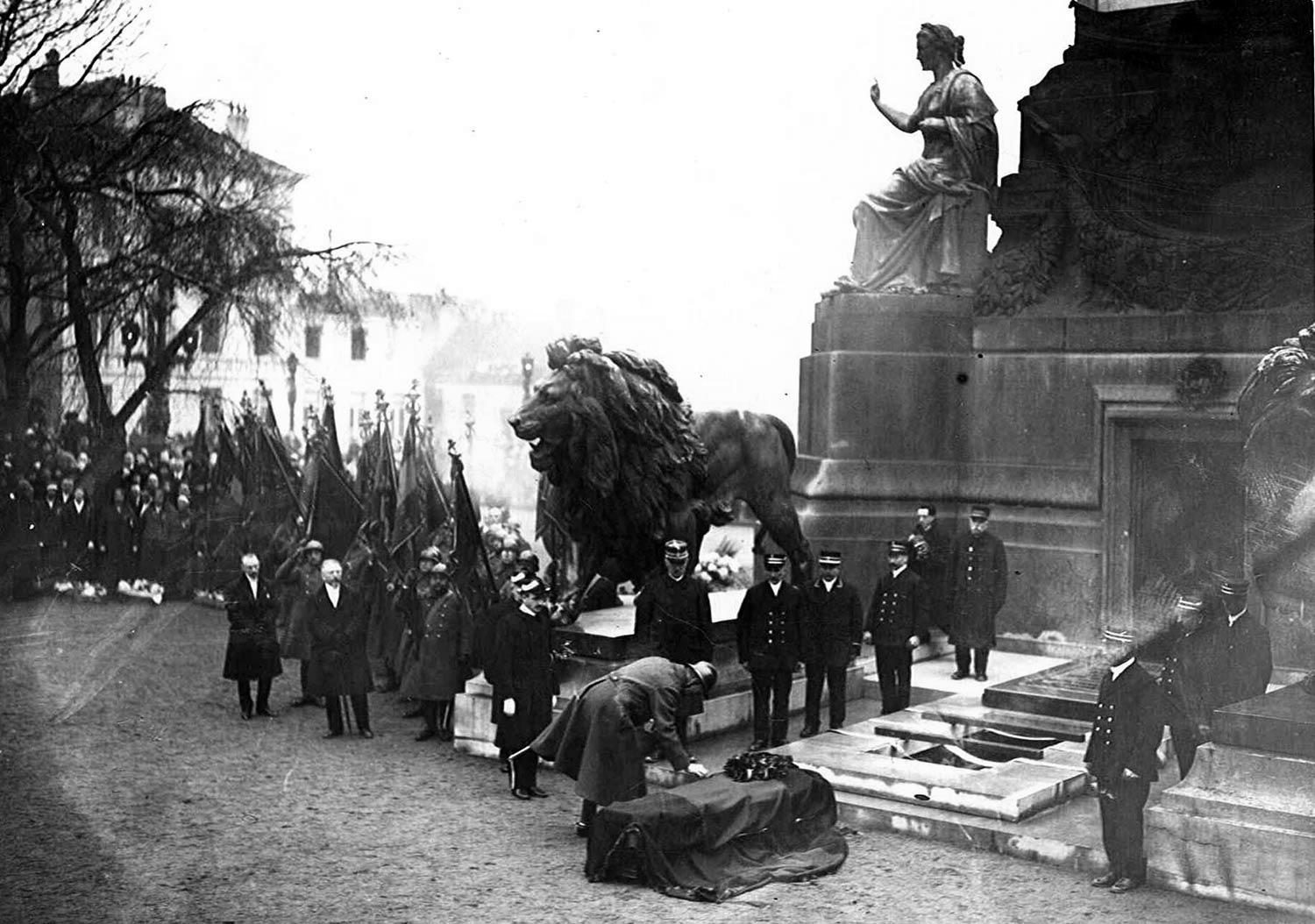
La cérémonie d'inhumation du Soldat inconnu en présence du roi Albert I^{er}, le 11 novembre 1922.

## Événements liés

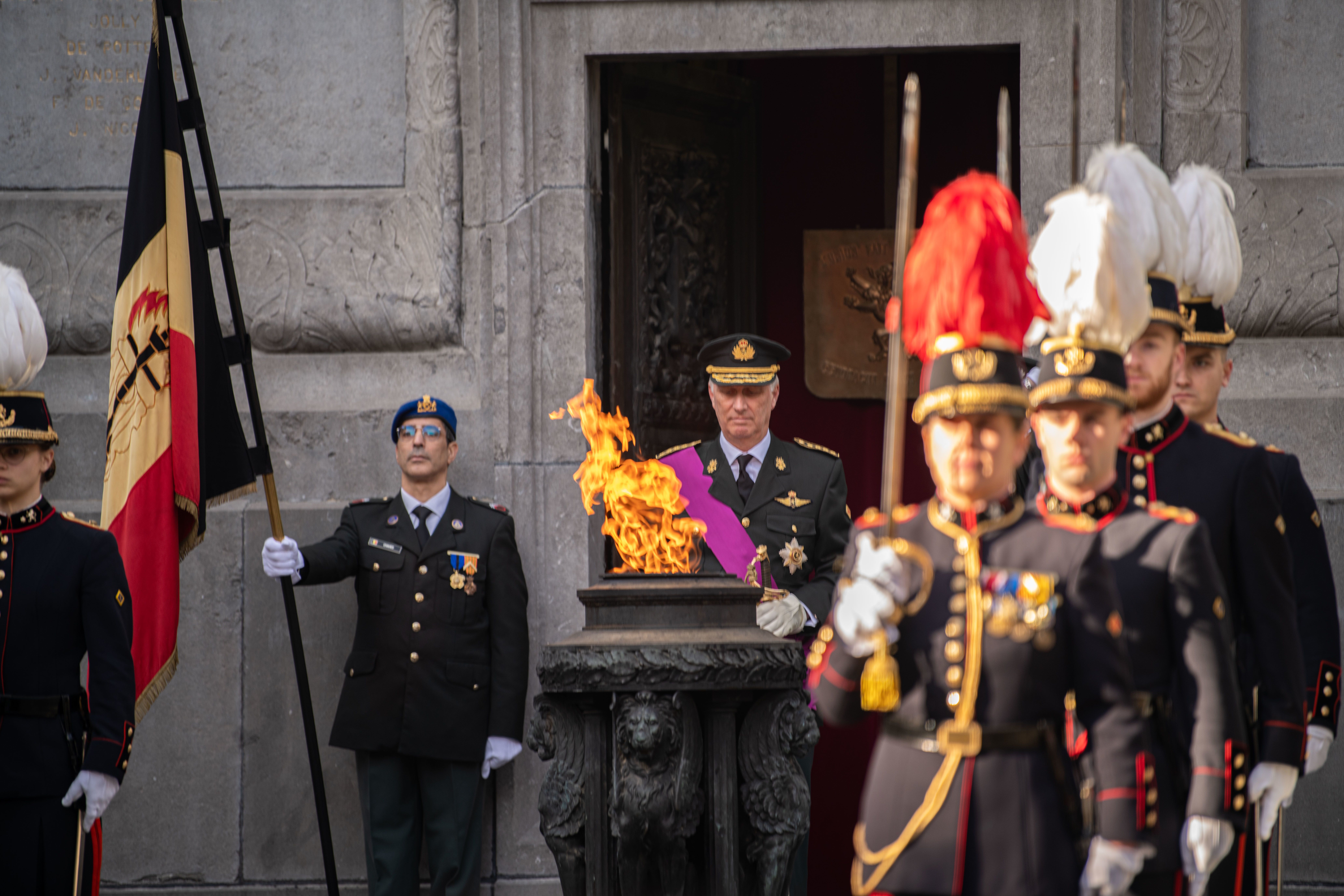
Le roi Philippe célèbrant le centenaire de l'inhumation du soldat inconnu le 11 novembre 2022.

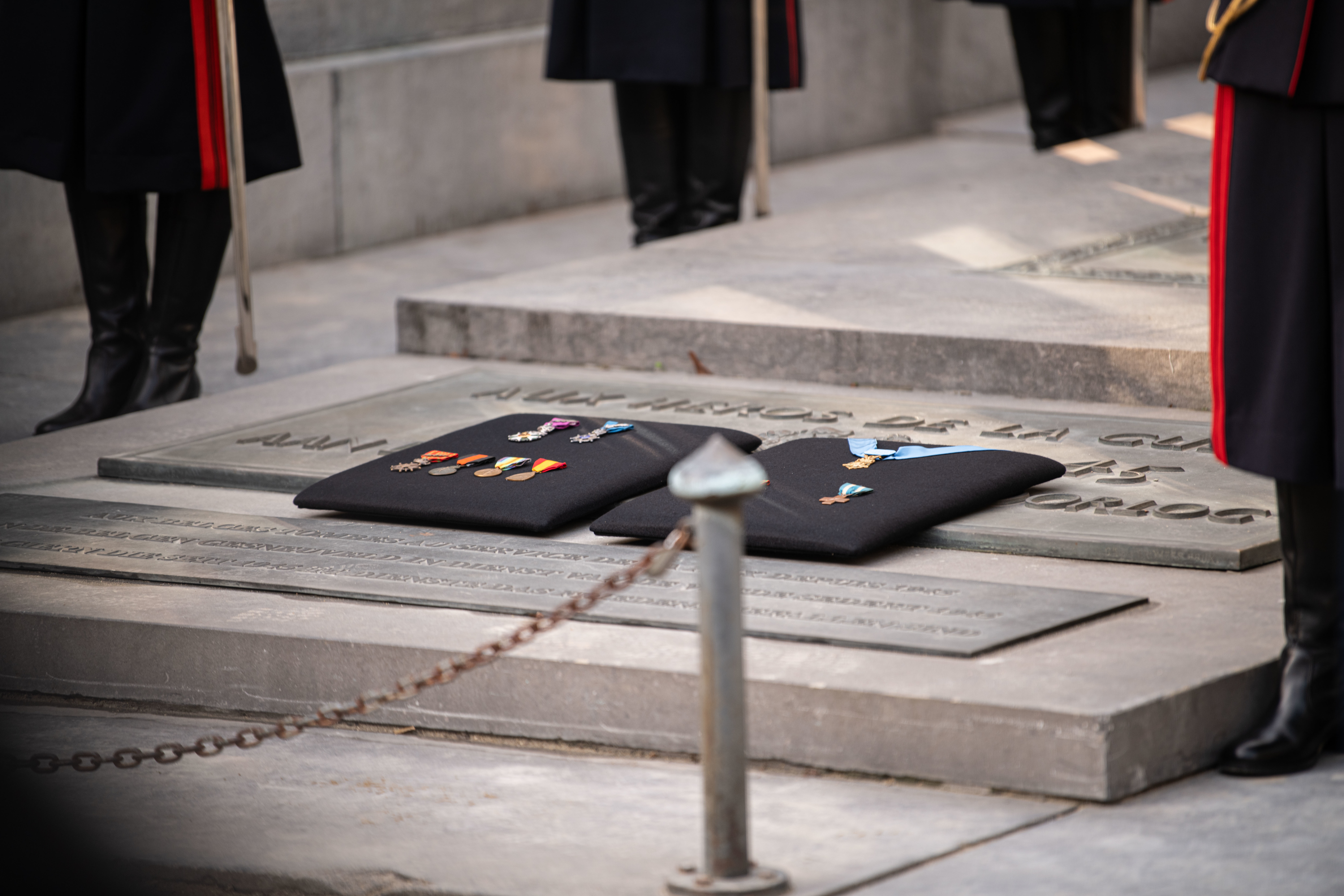
Médailles déposées sur la tombe du Soldat inconnu.

Chaque 11 novembre, une cérémonie officielle a lieu marquant l’Armistice de 1918, au cours duquel le Roi (ou ses représentants) ravive la flamme éternelle, dépose une gerbe sur le Tombeau du Soldat inconnu et rend hommage aux victimes des deux guerres mondiales et des missions de paix depuis 1945.
Le 7 avril, lors de la Journée des anciens combattants, une cérémonie a lieu avec dépôt de gerbe, minute de silence et ravivage de la flamme. Elle commémore notamment les militaires belges morts en mission dont les paras tués au Rwanda en 1994.
À l'occasion du centenaire de l’inhumation, une série de cérémonies symboliques ont eu lieu début novembre 2022, intitulé Gathering of the Soil, au cours duquel, de la terre a été prélevée dans les différents cimetières militaires du pays (le 7 novembre aux cimetière militaire de Lierre et d'Adegem, le 8 novembre aux cimetières militaire de Robermont et de Marchovelette et enfin le 9 novembre au cimetière militaire de Keyem), et les cinq urnes de terre ainsi rassemblées fesaient échos aux cinq cercueils d'inconnus de 1922. Elles furent envoyées le 9 novembre à Bruges ou une cousine de Haesebrouck en a designé celle qui fut envoyée à Bruxelles pour la commémoration nationale du 11 novembre en présence du roi Philippe ou la terre a été déposée sur la tombe du Soldat inconnu. Les quatre urnes restantes ont été associées à la commémoration du 11 novembre à Bruges, tandis que cinq nouveaux parterres furent inaugurés pour symboliser les cinq cercueils des Soldats inconnus, ainsi qu’une flamme éternelle semblable à celle de la colonne du Congrès.

## Galerie

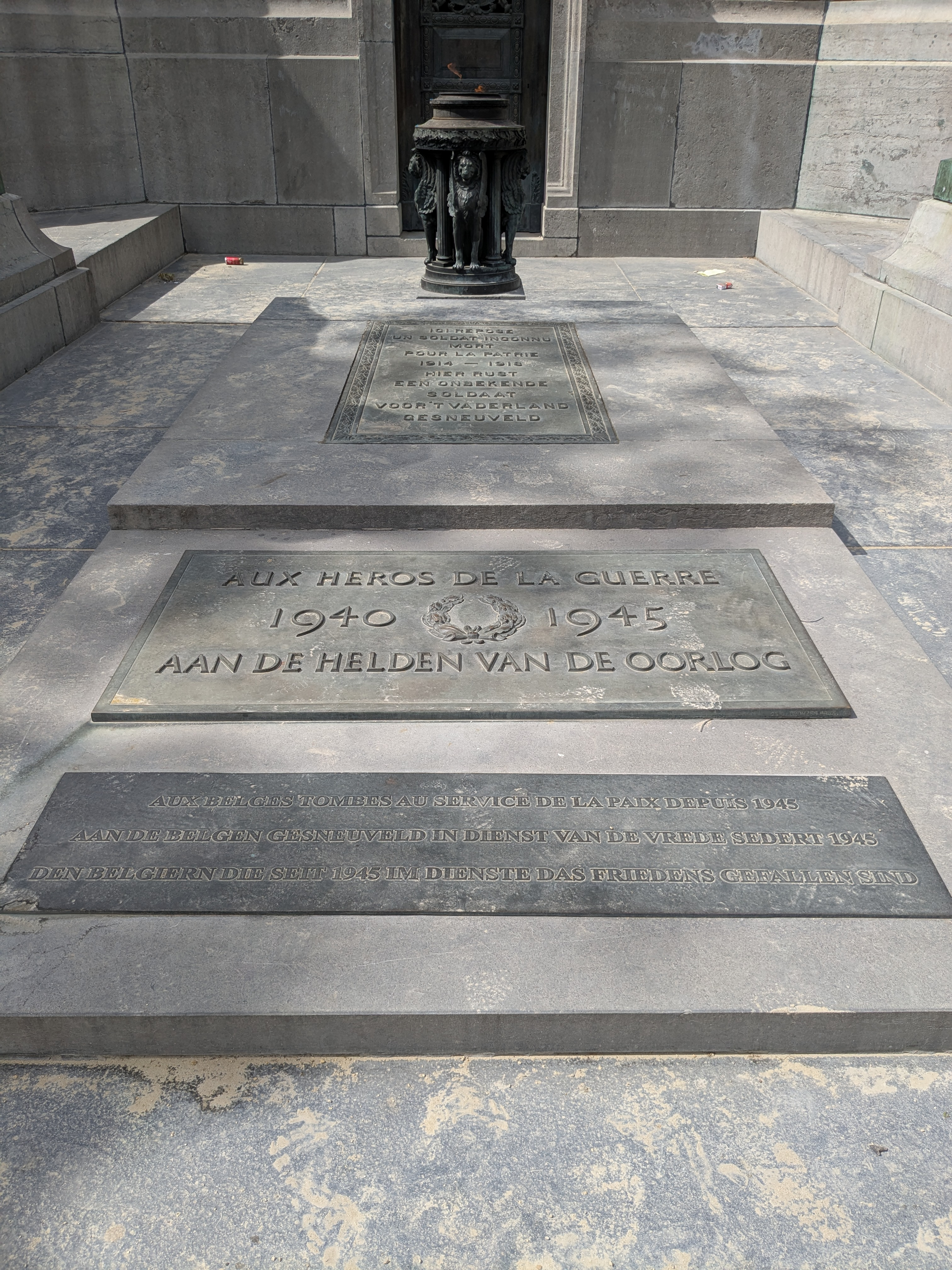
La flamme éternelle ainsi que la dalle funéraire.
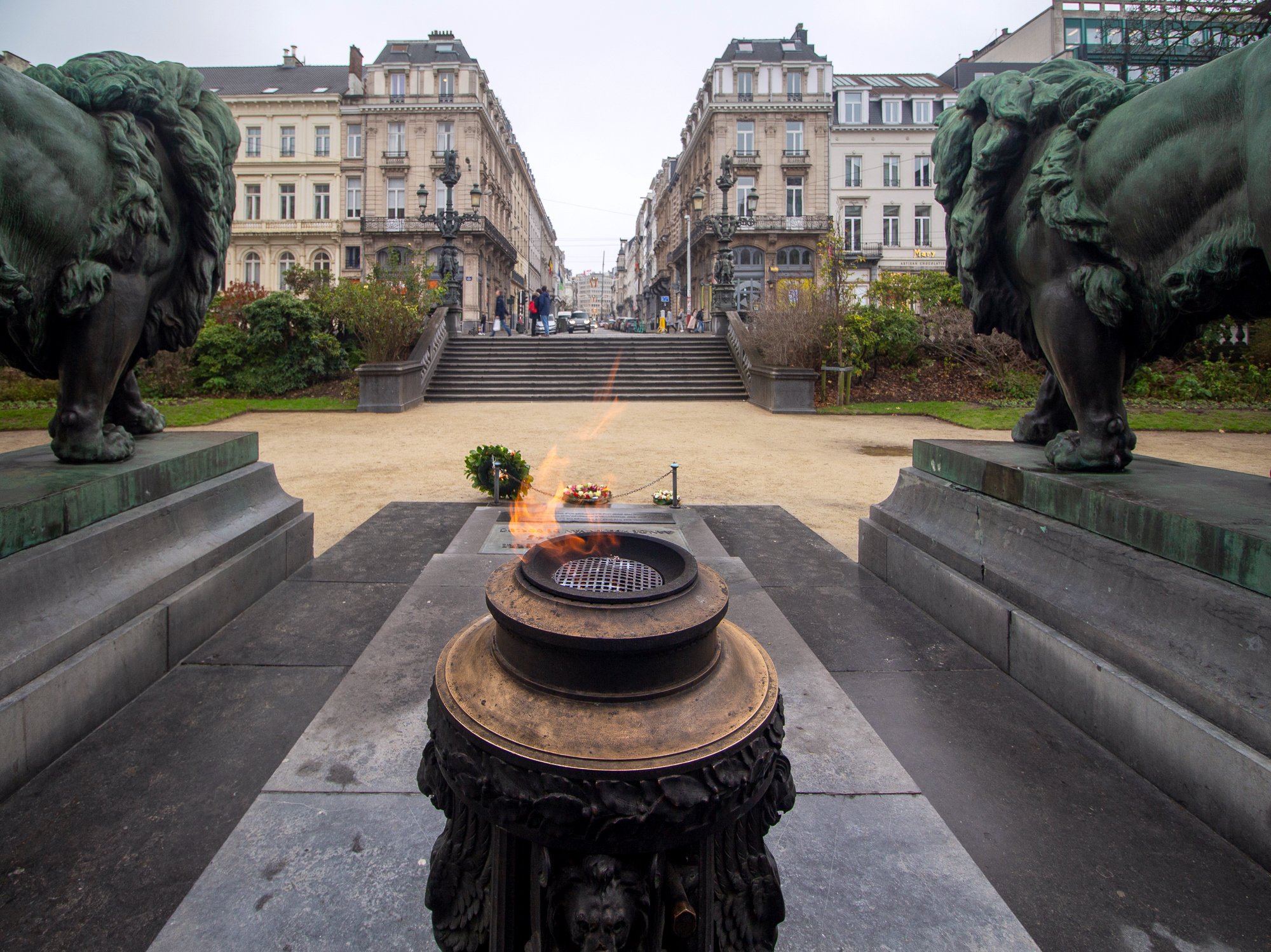
La tombe du Soldat inconnu fesant face à la rue du Congrès.
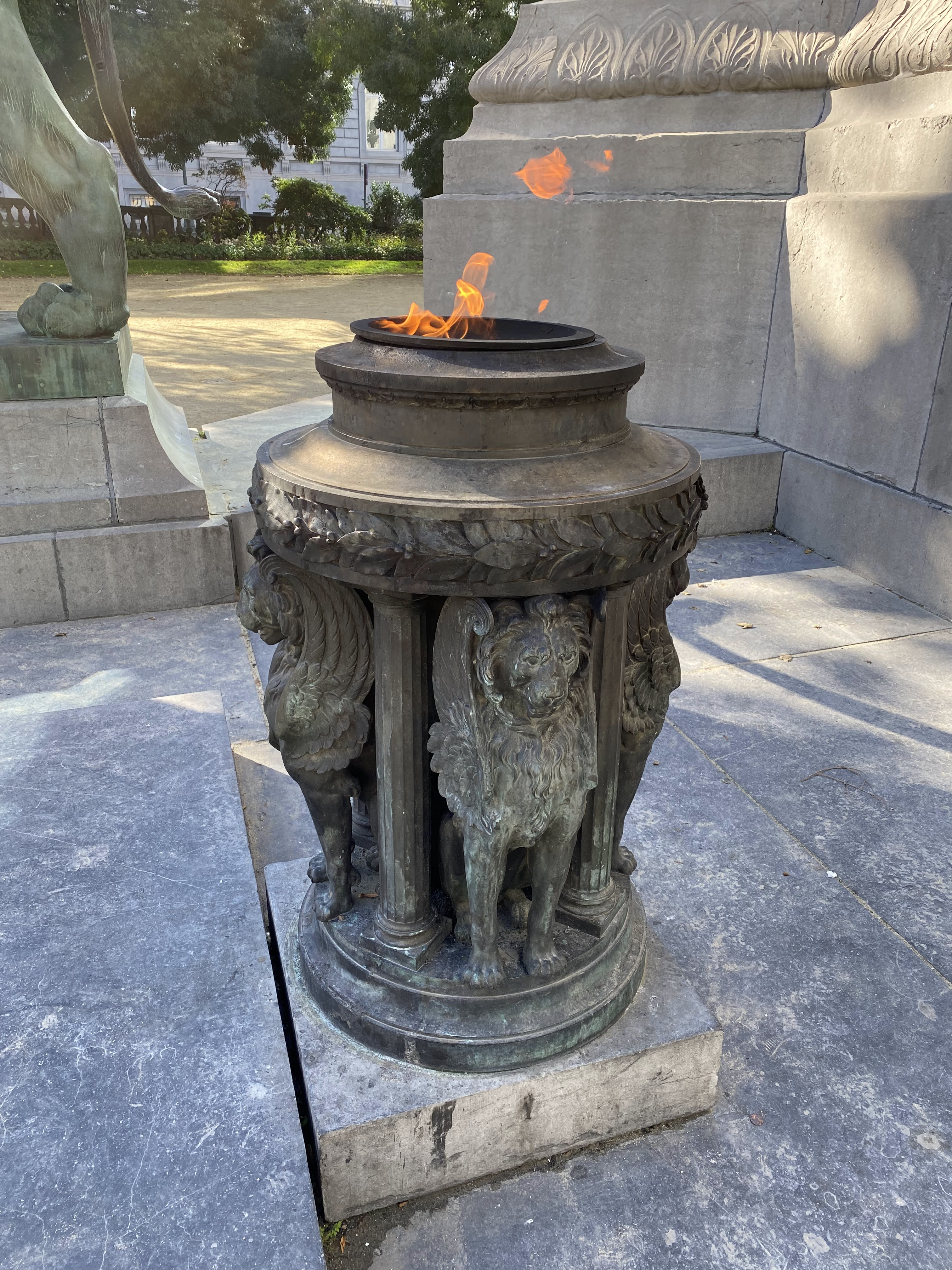
La flamme éternelle avec des décorations en forme de griffon.
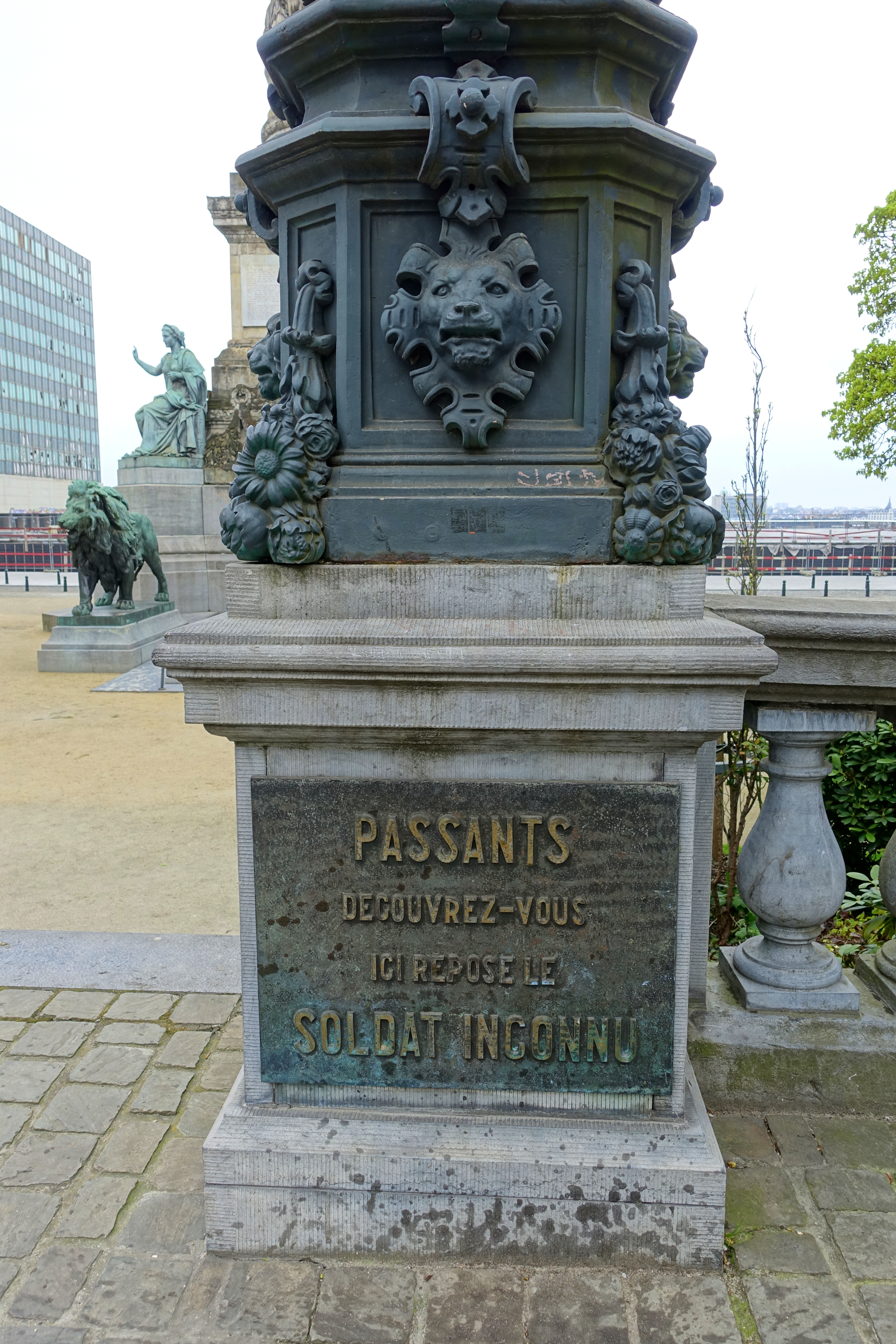
Inscription près de la colonne du Congrès.